# Elżbieta Ołdak
Elżbieta Sabina Ołdak (ur. 1 listopada 1952 w Warszawie, zm. 2 sierpnia 2021 w Białymstoku) – polska lekarka, specjalistka w zakresie pediatrii, zdrowia publicznego, profesor nauk medycznych.

## Droga zawodowa i naukowa
Ukończyła I Liceum Ogólnokształcące w Białymstoku w 1971. W latach 1971–1977 studiowała na Wydziale Lekarskim Akademii Medycznej – AMB (obecnie: Uniwersytet Medyczny – UMB) w Białymstoku, otrzymując dyplom lekarza z wyróżnieniem. 
W 1981 uzyskała specjalizację pierwszego stopnia a w 1984 drugiego stopnia z zakresu pediatrii, oraz w 2004 tytuł specjalisty zdrowia publicznego.  
Stopień naukowy doktora nauk medycznych osiągnęła w 1984 po obronie dysertacji Ilościowa ocena zmian morfologicznych błony śluzowej jelita cienkiego w aspekcie klinicznym i biochemicznym u dzieci z zespołem złego wchłaniania.
W latach 1986–1987 odbyła staż naukowy w szpitalu klinicznym Necker – Enfants Malades Uniwersytetu im. Kartezjusza w Paryżu (Francja). W 1994 zrealizowała szkolenie w Rzymie w ramach wieloośrodkowego programu badawczego nad przydatnością Gamma-Veniny P w leczeniu wspomagającym antybiotykoterapię i kortykoidoterapię bakteryjnych zapaleń opon mózgowo-rdzeniowych u dzieci.    
Na podstawie rozprawy habilitacyjnej Znaczenie podwyższonego stężenia immunoglobuliny E w surowicy krwi pępowinowej w prognozowaniu rozwoju choroby atopowej w okresie niemowlęcym, w 1998 uzyskała stopień naukowy doktora habilitowanego nauk medycznych w zakresie medycyny.    
Tytuł naukowy profesora nauk medycznych otrzymała w 2010.

## Zatrudnienie – stanowiska
Po ukończeniu studiów, przez dwa lata była zatrudniona na oddziale Noworodkowo-Niemowlęcym Wojewódzkiego Szpitala Zespolonego im. J. Śniadeckiego w Białymstoku.
W 1979 przeniosła się do Zakładu Propedeutyki Pediatrii AMB (obecnie UMB). W 1989 objęła obowiązki adiunkta kliniki Chorób Zakaźnych Dzieci (obecnie: Klinika Obserwacyjno-Zakaźna Dzieci UMB) w UDSK w Białymstoku.
W 1994 została kierownikiem tej kliniki, do 2017.

## Współpraca krajowa i międzynarodowa
Była kierownikiem lub głównym wykonawcą około 30 projektów badawczych. Brała czynny udział w VII Kongresie Klinicznej Mikrobiologii i Chorób Zakaźnych w Wiedniu, Austria (1995), IX szkoleniu Europejskiego Towarzystwa Chorób Zakaźnych Dzieci (ESPID) pn. Epidemiology of Vaccine-Preventedable Diseases w Istanbule, Turcja (2001), Forum nt. profilaktyki zakażeń rotawirusowych u dzieci, Praga, Czechy (2006).

## Aktywność dydaktyczno-naukowa i organizacyjna
Oprócz dydaktyki przeddyplomowej z zakresu pediatrii i chorób zakaźnych na kierunku lekarskim z oddziałem stomatologii i English Division w macierzystej Alma Mater była wykładowcą na kursach szkoleniowych Sekcji Pediatrycznej Polskiego Towarzystwa Lekarskiego Chorób Zakaźnych i Epidemiologii, w szkoleniach Polskiego Towarzystwa Pediatrycznego oraz wykładała na licznych konferencjach i kongresach. 
Była kierownikiem specjalizacji 17 lekarzy, promotorem 3 przewodów doktorskich, opiekunem 2 prac habilitacyjnych. Recenzowała liczne prace licencjackie, magisterskie oraz prace doktorskie i habilitacyjne. Kierowała pracą Studenckiego Koła Naukowego przy Klinice Obserwacyjno-Zakaźnej a 2 prace pod jej kierunkiem zostały nagrodzone za wartość merytoryczną w latach 2005-2007. Prof. Elżbieta Ołdak opracowała elektroniczny atlas ciekawych przypadków klinicznych chorób zakaźnych u dzieci w postaci filmu dydaktycznego.  
Współpracowała przy planowaniu i organizowaniu nowej bazy lokalowej Kliniki Obserwacyjno-Zakaźnej Dzieci UMB w UDSK, która rozpoczęła działalność z początkiem 2003. Organizowała opiekę nad noworodkiem z patologią septyczną.  
Od 2010 wpisana została na listę ekspertów ds. profilaktyki zakażeń rotawirusami, wirusami ospy wietrznej i półpaśca oraz zakażeń meningokokowych.  Autorka i współautorka 170 publikacji naukowych w czasopismach polskich i zagranicznych, w tym 135 prac pełnotekstowych, rozdziałów w podręcznikach dla studiów medycznych, m.in. Infekcje jelitowe u dzieci, (rozdz. w Choroby infekcyjne przewodu pokarmowego), red. A. Panasiuk, PZWL, Warszawa, 2018.  

## Członkostwo w towarzystwach naukowych, najważniejsze funkcje
- Członek Rady Społecznej WS Specjalistycznego im. K. Dłuskiego w Białymstoku w kadencji 2004 – 2006;
- Polskie Towarzystwo Pediatryczne (od 1996);
- Polskie Towarzystwo Wakcynologiczne (od 2006);
- Polskie Towarzystwo Epidemiologów i Lekarzy Chorób Zakaźnych (od 2000);
- Polskie Towarzystwo Medycyny Społecznej i Zdrowia Publicznego od 2004;
- Członek European Society of Pediatric Infectious Diseases (od 2009).

## Działalność społeczna
- Przewodniczyła Zespołowi Kontroli Zakażeń Szpitalnych UDSK w Białymstoku, Zespołowi ds. Antybiotykoterapii SP DSK (2005-2010);
- Uczestniczyła w Senackiej Komisji ds. Nagród i Wyróżnień, Senackiej Komisji ds. Dydaktyki i Wychowania UMB;
- Uczestniczyła w Komisji Bioetycznej przy Okręgowej Izbie Lekarskiej w Białymstoku, oceniającej projekty badań naukowych, reprezentując środowisko pediatryczne, opiniując projekty badań prowadzonych wśród dzieci.

## Odznaczenia i wyróżnienia
- Zespołowe i indywidualne Nagrody Rektora AMB/UMB Za Osiągnięcia Naukowe lub Dydaktyczne (1983, 2006, 2008)[9];
- Srebrny Krzyż Zasługi (2001)[10][11].

## Prywatnie
Była siostrą Barbary Bień (z d. Ołdak) – geriatry, profesor nauk medycznych. W wolnym czasie uprawiała turystykę i taniec.